# Messerschmitt Bf 162
Messerschmitt Bf 162 „Jaguar“ byl třímístný německý dvoumotorový bombardér.

## Vznik a vývoj
Bf 162 vznikl na základě výběrového řízení říšského ministerstva Reichsluftfahrtministerium z roku 1935. Zúčastnil se konkurzu společně s dalšími letouny kategorie Schnellbomber Junkers Ju 88 a Henschel Hs 127. První prototyp Bf 162 V1 (Werk-Nr. 817, imatrikulace D-AIXA) vzlétl 26. 2. 1937 na továrním letišti Augsburg-Haunstetten. V září 1937 byl dokončen druhý prototyp Bf 162 V2 (Werk.-Nr. 818, D-AOBE). Letové testy odhalily jejich neuspokojivé výkony, zejména malou maximální rychlost. Inspektoři RLM proto W. Messerschmittovi doporučily soustředit se na vývoj stíhacích strojů a další práce měly být zastaveny. Přesto byl dokončen ještě třetí exemplář Bf 162 V3 (Werk-Nr. 819, D-AOVI) zalétaný 20. srpna 1938.
Všechny tři prototypy se v následujících letech používaly jako zkušební letouny. Např. Bf 162 V3 sloužil k testům dálkově ovládaných střelišť, která se měla používat na letounech Messerschmitt Me 210.

## Popis konstrukce
Bf 162 vzhledově připomínal Messerschmitt Bf 110, který byl ve stejném výběrovém řízení nabízen jako letoun kategorie Zerstörer. Konstrukce a tvar křídla byly u obou typů stejné, Bf 162 měl křídlo s větším rozpětím. Podobná byla i konstrukce trupu a ocasních ploch s dvojitou SOP. Hlavní rozdíl představovalo řešení přední části trupu, která byla až na horní panel zcela prosklená. Kryt kabiny byl oproti Bf 110 výrazně kratší. V centrální části trupu se nacházela pumovnice, která mohla pojmout 10 pum SC 50 o hmotnosti 50 kg. Při přetížení bylo možno pod centroplán podvěsit dvojici 250kg pum SC 250, čímž se celková nosnost zvýšila na 1000 kg. Pohon zajišťovaly dva dvanáctiválcové vidlicové kapalinou chlazené motory Daimler-Benz DB 600 Aa o vzletovém výkonu 725 kW a maximálním výkonu 669 kW ve výšce 4000 m, které roztáčely třílisté stavitelné vrtule. Hlavňovou výzbroj tvořil jeden pohyblivý kulomet MG 15 ráže 7,92 mm se zásobou 500 nábojů obsluhovaný zadním střelcem. Hlavní podvozek byl zatahovací s pevnou záďovou ostruhou s kolečkem.

## Specifikace (Bf 162 V2)

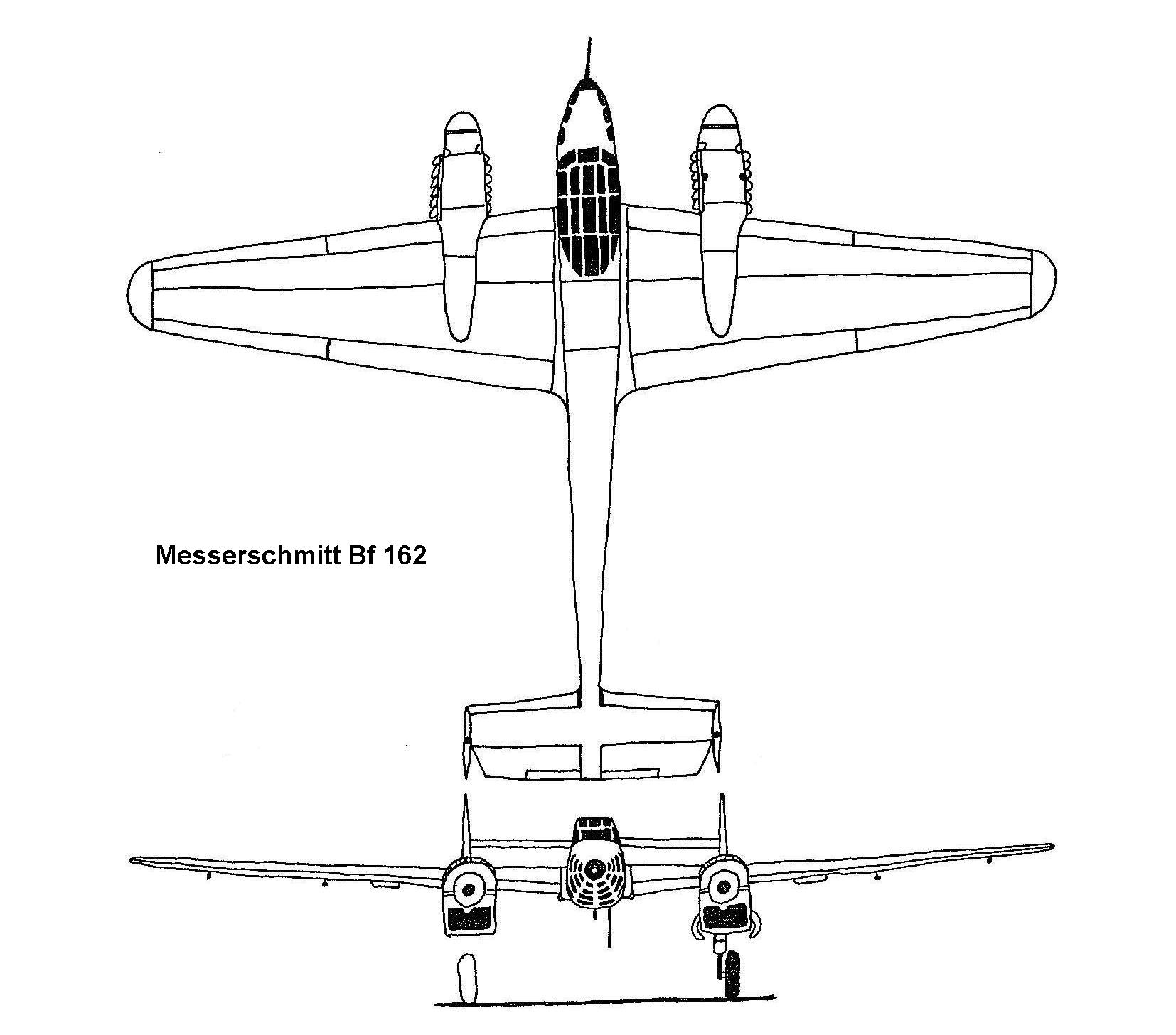
Messerschmitt Bf 162

Údaje podle

### Technické údaje
- Osádka:
- Rozpětí: 17,16 m
- Délka: 12,75 m
- Výška: 3,58 m
- Vzletová hmotnost: 5800 kg
- Pohonná jednotka:

### Výkony
- Maximální rychlost u země: 426 km/h
- Maximální rychlost v 3400 m: 480 km/h
- Cestovní rychlost v 3400 m: 425 km/h
- Dolet: 780 km